# Roes (bewustzijn)
Een roes is een slaperig gevoel dat kan optreden na gebruik van verdovende middelen zoals alcoholhoudende dranken, drugs of medicatie. Er treedt een ontspannend effect op bij het gebruik van deze middelen. Het gevoel dat hiermee gepaard gaat wordt "roes" genoemd. 
Het woord roes wordt bij uitbreiding ook gebruikt voor het gevoel van bedwelming en plezier bij een opwindende gebeurtenis, (overwinningsroes e.d.). In het ziekenhuis wordt ook weleens een roesje gegeven, een heel lichte narcose voor een ingreep.

## Uitdrukkingen
- Zijn roes uitslapen - Uitslapen/uitrusten na een uitbundig feest e.d.